# 120735 Ogawakiyoshi
120735 Ogawakiyoshi este un asteroid din centura principală de asteroizi.

## Descriere
120735 Ogawakiyoshi este un asteroid din centura principală de asteroizi. A fost descoperit pe 7 octombrie 1997 la Yatsuka de Hiroshi Abe (astronom). Asteroidul prezintă o orbită caracterizată de o semiaxă mare de 2,43 ua, o excentricitate de 0,20 și o înclinație de 0,3° în raport cu ecliptica.